# Parchment
Parchment es una ciudad ubicada en el condado de Kalamazoo en el estado estadounidense de Míchigan. En el Censo de 2010 tenía una población de 1804 habitantes y una densidad poblacional de 744,95 personas por km².

## Geografía
Parchment se encuentra ubicada en las coordenadas 42°19′39″N 85°33′55″O / 42.32750, -85.56528. Según la Oficina del Censo de los Estados Unidos, Parchment tiene una superficie total de 2.42 km², de la cual 2.39 km² corresponden a tierra firme y (1.5%) 0.04 km² es agua.

## Demografía
Según el censo de 2010, había 1804 personas residiendo en Parchment. La densidad de población era de 744,95 hab./km². De los 1804 habitantes, Parchment estaba compuesto por el 84.65% blancos, el 8.54% eran afroamericanos, el 0.17% eran amerindios, el 1.33% eran asiáticos, el 0% eran isleños del Pacífico, el 1.33% eran de otras razas y el 3.99% pertenecían a dos o más razas. Del total de la población el 3.44% eran hispanos o latinos de cualquier raza.